# TT184
| nfr | mn | n · W24 · W24 · W24 |

| nfr | mn | n · W24 · W24 · W24 |

TT184 (Theban Tomb 184) è la sigla che identifica una delle Tombe dei Nobili ubicate nell'area della cosiddetta Necropoli Tebana, sulla sponda occidentale del Nilo dinanzi alla città di Luxor, in Egitto. Destinata a sepolture di nobili e funzionari connessi alle case regnanti, specie del Nuovo Regno, l'area venne sfruttata, come necropoli, fin dall'Antico Regno e, successivamente, sino al periodo Saitico (con la XXVI dinastia) e Tolemaico.

## Titolare
TT184 era la tomba di:
| Titolare  | Titolo                                            | Necropoli | Dinastia/Periodo | Note                        |
| --------- | ------------------------------------------------- | --------- | ---------------- | --------------------------- |
| Nefermenu | Sindaco della Città del Sud (Tebe) e Scriba reale | El-Khokha | XIX dinastia     | versante est; sopra la TT48 |

## Biografia
Nessuna notizia era ricavabile, almeno fino al 1970. Una missione ungherese, nel 1995, ha individuato il nome della moglie in Mery, Cantatrice di Amon. La stessa missione sta ancora procedendo allo studio della TT184

## La tomba
TT184 si sviluppa con planimetria ad angolo retto: da un'anticamera, infatti, si diparte un ramo a 90 gradi rispetto alla medesima. Nell'anticamera: il nome del defunto (1 in planimetria) e un uomo che porta una statuetta sul capo; poco oltre (2), su tre registri sovrapposti, scene e testi dal Libro delle Porte, una donna seduta e preti che officiano offrendo libagioni al defunto e alla moglie (di cui non viene indicato il nome). Sulla parete opposta (3) brani del Libro delle Porte, il defunto che adora una divinità e portatori di offerte dinanzi al defunto e alla moglie; in una nicchia (4) una statua. Un corridoio ad angolo retto, sulle cui pareti (5) sono riportati due uomini seduti, immette in un'altra sala, sulle cui pareti (6–7) il defunto è rivolto verso l'accesso al locale. Poco oltre (8) la moglie rivolta verso il marito della scena precedente e i due in atto di offertorio, seguono (9) brani del Libro delle Porte, il defunto con Thot e Onnefer, scene di psicostasia con Horus che sottopone il risultato a Osiride e alla Dea dell'Occidente (Mertseger). Sulla parete opposta (10) trascrizione di litanie e un uomo in adorazione della barca di Sokar e Mert, un altro uomo con l'immagine di Maat mentre Horud si intrattiene a colloquio con Osiride. Sul fondo, in una nicchia (12), una stele oggi illeggibile.

### Annotazioni
1. ↑  La numerazione dei locali e delle pareti segue quella di Porter e Moss 1927, p. 282.
2. ↑  La prima numerazione delle tombe, dalla numero 1 alla 253, risale al 1913 con l'edizione del "Topographical Catalogue of the Private Tombs of Thebes" di Alan Gardiner e Arthur Weigall. Le tombe erano numerate in ordine di scoperta e non geografico; ugualmente in ordine cronologico di scoperta sono le tombe dalla 253 in poi.
3. ↑  I campi della Duat, ovvero l'aldilà egizio, si trovavano, secondo le credenze, proprio sulla riva occidentale del grande fiume.
4. ↑  Nella sua epoca di utilizzo, l'area era nota come "Quella di fronte al suo Signore" (con riferimento alla riva orientale, dove si trovavano le strutture dei Palazzi di residenza dei re e i templi dei principali dei) o, più semplicemente, "Occidente di Tebe".
5. ↑  le Tombe dei Nobili, benché raggruppate in un'unica area, sono di fatto distribuite su più necropoli distinte.
6. ↑  Le note, sovente di inquadramento topografico della tomba, sono tratte dal "Topographical Catalogue" di Gardiner e Weigall, ed. 1913 e fanno perciò riferimento alla situazione dell'epoca.

### Fonti
1. ↑  Porter e Moss 1927,  p. 206.
2. ↑  Gardiner e Weigall 1913.
3. ↑  Donadoni 1999,  p. 115.
4. ↑  Gardiner e Weigall 1913, p. 32.
5. ↑  Porter e Moss 1927,  p. 290.
6. ↑  Gardiner e Weigall 1913, pp. 32-33.
7. ↑  Gardiner e Weigall 1913, p. 33.
8. ↑  Porter e Moss 1927,  p. 289, confermata in edizione del 1970.
9. ↑  (EN) Sito missione archeologica ungherese: TT184, su tt184en.blogspot.it.
10. ↑  Porter e Moss 1927,  pp. 290-291.